# Hubera leptopoda
Hubera leptopoda är en kirimojaväxtart som först beskrevs av Friedrich Ludwig Diels, och fick sitt nu gällande namn av Chaowasku. Hubera leptopoda ingår i släktet Hubera och familjen kirimojaväxter. Inga underarter finns listade i Catalogue of Life.